# Xiongguanlong
Xiongguanlong là một chi khủng long, được Li D. Q. Norell Gao K. N. D. Smith & Makovicky mô tả khoa học năm 2009.